# L bleda
Hom anomena l bleda l'articulació a la castellana, sense velarització, del fonema /l/
del català.